# 横锥真管螺
横锥真管螺（学名：Euphaedusa diaconalis），是柄眼目烟管蜗牛科小烟管蜗牛属的一种。主要分布于中国大陆，常栖息在阴暗潮湿和多腐殖质的环境。